# Jonathan Ridings
Jonathan Daniel Ridings, född 7 november 1987 i Lindome församling, är en svensk filmproducent.

## Biografi
Ridings har producerat långfilmer, däribland Bränn alla mina brev och Lasse-Majas detektivbyrå – Maskoten som försvann. Dessförinnan verkade Ridings bland annat som platschef vid flera filminspelningar.

## Filmografi

### Producent (i urval)[5]
- 2024 – Lasse-Majas detektivbyrå – Maskoten som försvann
- 2022 – Bränn alla mina brev

### Platschef (i urval)[5]
- 2017 – The Square
- 2014 – Min så kallade pappa
- 2011 – Kyss mig